# ایستگاه مگا (هیوگو)
ایستگاه مگا (به ژاپنی: 妻鹿駅, Mega-eki)، یک ایستگاه قطار است که در هیمه‌جی، هیوگو، در استان هیوگو قرار دارد.